# Institut national de plongée professionnelle
L'Institut national de plongée professionnelle (INPP) est une association loi de 1901 créée en 1982 à l'initiative du Premier ministre. Il a pour but de « participer au développement des activités liées à la plongée professionnelle, à la sécurité et à l'intervention en milieu aquatique et hyperbare ».
L'INPP a été mise en liquidation par le Tribunal Judiciaire de Marseille le 18 juin 2024.

## Personnalités
- Laurent Ballesta (1974 - ), formé à l'INPP.
- Christian Pétron (1944 - ), formé à l'INPP.
- Claude Wesly (1930 - 2016), membre, conférencier et jury.
- Jean Philippe Giordano (1960 - ), formé à l'INPP